# Berceuse pour un sombre mystère
Pour plus de détails, voir Fiche technique et Distribution.
Berceuse pour un sombre mystère (Hele Sa Hiwagang Hapis) est un film philippin, sorti en 2016. Il est présenté en sélection officielle à la Berlinale 2016 où il remporte le Prix Alfred-Bauer.

## Fiche technique
- Titre original : Hele Sa Hiwagang Hapis
- Titre français : Berceuse pour un sombre mystère[2]
- Réalisation : Lav Diaz
- Scénario : Lav Diaz
- Pays d'origine : Philippines
- Format : Noir et blanc - 35 mm
- Genre : aventure, drame, fantasy
- Date de sortie : 2016

## Distribution
- Hazel Orencio : Oryang / Gregoria de Jesus
- Alessandra de Rossi : Cesaria Belarmino
- Susan Africa : Aling Hule
- Joel Saracho : Mang Karyo
- Bernardo Bernardo : Lalake / Tikbalang
- Cherie Gil : Babae / TIkbalang
- Angel Aquino : androgyne / Tikbalang
- John Lloyd Cruz : Isagani
- Piolo Pascual : Simoun

## Distinction
- Berlinale 2016 : Prix Alfred-Bauer